# Публій Корнелій Сципіон Назіка Коркул
Публій Корнелій Сціпіон Назіка Коркул (лат. Publius Cornelius Scipio Nasica Corculum; близько 206 до н. е. — після 142 до н. е.) — політичний, державний і військовий діяч, правник Римської республіки, консул 162 і 155 років до н. е., великий понтифік з 150 до 141 року до н. е., цензор 159 року до н. е.

## Життєпис
Походив з патриціанського роду Корнеліїв, його гілки Сципіонів. Був сином Публія Корнелія Сципіона Назіки, консула 191 року до н. е. Свій агномен — «Коркул», тобто «розумник», отримав за проникливість і чудове знання понтифікального та цивільного права.
У 168—167 роках до н. е. служив військовим трибуном в армії консула Луція Емілія Павла Македонського під час військових дій в Македонії. Під час битви при Підні у 168 році до н. е. своїми діями сприяв перемозі над царем Персеєм. Після цього на чолі військового загону захопив місто Амфіполь, сплюндрував землі іллірійських союзників Персея.
У 162 році до н. е. Коркула було обрано консулом, він отримав провінцію Корсику. Втім на шляху до неї вимушений був повернутися і зректися посади — Тиберій Семпроній Гракх, консул 163 року до н. е., не належним чином провів вибори, з похибкою ауспіцій.
У 159 році до н. е. Публія Корнелія було обрано цензором разом з Марком Попілієм Ленатом. Він наказав знести усі статуї державних діячів на форумі, які були встановлені без погодження сенату або народу. Побудував портик на Капітолії і встановив перший у Римі водяний годинник.
У 155 році до н. е. його знову було обрано консулом. Йому було доручено приборкати далматійців, що він успішно й зробив. При цьому захопив їх головне місто Дельміній. За ці звитяги Коркул отримав тріумф. Тоді ж домігся зруйнування постійного театру в Римі, тому що, на думку Публія, його існування суперечило старовинним звичаям.
У 152 році до н. е. очолив посольство до Карфагену з метою дослідження ситуації з нібито підготовкою карфагенян до війни. Був послідовним супротивником Катона Старшого в його намаганні розв'язати війну з Карфагеном. Коркул доводив, що небезпеки з боку карфагенян немає. Втім цієї думки дотримувався практично він один. Тому вимушений був поступитися.
У 150 році до н. е. виїхав до Греції, де за власний кошт спорядив війська, щоб протидіяти Андріску (Лже-Пилипу), який підняв повстання у Македонії. Коркул зумів відстояти Фессалію. На його клопотання сенат направив сюди римські легіони. Того ж року Публія Корнелія Сціпіона Назіку Коркула було обрано великим понтифіком.
По поверненню у 147 та 142 роках до н. е. він став принцепсом сенату. На знак визнання знань Коркула з права він отримав у подарунок від римського сенату будинок біля Священної вулиці, щоб кожен громадянин мав можливість туди прийти і отримати юридичну консультацію.
З того часу про подальшу долю Публія Корнелія Сципіона Назіку Коркула згадок немає.

## Родина
Дружина — Корнелія Африкана Старша, донька Публія Корнелія Сципіона Африканського Старшого
Діти:
- Публій Корнелій Сципіон Назіка Серапіон